# Opera House
Opera House (1988-2016) est un cheval de course pur-sang anglais, cheval d'âge de l'année en Europe en 1993.

## Carrière de courses
Opera House commence sa carrière, sous l'entraînement de Michael Stoute, à l'automne de ses 2 ans, par une victoire spectaculaire, par dix longueurs, dans un maiden disputé à Leicester. De quoi susciter des espoirs pour sa saison classique, qui vont malheureusement tombé à l'eau puisque le poulain se blesse gravement peu de temps après. Un temps considéré comme perdu pour les courses, Opera House est soigné et parvient à surmonter sa blessure. Il reparait en course presque un an plus tard, et rentre victorieusement dans une petite course à Haydock. Mais il semble ne pas être en mesure de faire valoir son potentiel, ne pouvant faire mieux, à 3 ans, que quatrième d'un groupe 3 en fin d'année.
Pourtant, tout n'est pas perdu et le meilleur reste à venir. À 4 ans, Opera House change de dimension et remporte la Tattersalls Gold Cup, ce qui le place parmi les meilleurs chevaux d'âge anglais. Deux victoires au niveau groupe 3 le confirme, ainsi que ses accessits dans les prestigieux Eclipse Stakes et King George & Queen Elizabeth Stakes. En 1993, à 5 ans, il fait mieux encore, après un premier accessit en France dans le Prix Ganay. Opera House réalise un été parfait, et règne sur les grands tournois inter-générations en s'adjugeant coup sur coup la Coronation Cup, puis les Eclipse Stakes et les King George & Queen Elizabeth Stakes. Il est bien le meilleur cheval d'âge d'Europe, et le Prix de l'Arc de Triomphe lui semble promis, à condition de battre les ambitieux 3 ans français. Mais cette édition 1993 de la plus grande course du monde est celle de toutes les surprises : dans un terrain lourd, Urban Sea, qui n'avait jamais gagné un groupe 1, s'impose à 38/1 devant White Muzzle, lui-même à 78/1. Opera House sauve l'honneur des favoris en se classant troisième. Ses adieux sont programmés dans la Breeders' Cup Turf à Santa Anita. Peu à l'aise sur le tracé californien, il enregistre sa seule fausse note de la saison, et rejoint le Japon pour y devenir étalon, honoré d'un titre de cheval d'âge de l'année en Europe. 

### Résumé de carrière
| Date         | Hippodrome   | Pays        | Course                               | Statut      | Distance    | Jockey          | Place       | Écart       | Vainqueur ou deuxième |
| 1990, 2 ans  | 1990, 2 ans  | 1990, 2 ans | 1990, 2 ans                          | 1990, 2 ans | 1990, 2 ans | 1990, 2 ans     | 1990, 2 ans | 1990, 2 ans | 1990, 2 ans           |
| ------------ | ------------ | ----------- | ------------------------------------ | ----------- | ----------- | --------------- | ----------- | ----------- | --------------------- |
| 16 octobre   | Leicester    | Royaume-Uni | Maiden                               |             | 1 400 m     | Walter Swinburn | 1er / 11    | 10          | Riverillon            |
| 1991, 3 ans  |              |             |                                      |             |             |                 |             |             |                       |
| 23 septembre | Haydock      | Royaume-Uni | Graduation Stakes                    |             | 2 000 m     | Steve Cauthen   | 1er / 3     | 1 ½         | Aimaam                |
| 4 octobre    | Goodwood     | Royaume-Uni | Foundation Stakes                    | Listed      | 2 000 m     | Steve Cauthen   | 2e / 4      | encolure    | Perpendicular         |
| 26 octobre   | Newbury      | Royaume-Uni | Saint Simon Stakes                   | Gr. 3       | 2 000 m     | Darryll Holland | 4e / 11     | 3           | Further Flight        |
| 1992, 4 ans  |              |             |                                      |             |             |                 |             |             |                       |
| 25 avril     | Sandown      | Royaume-Uni | Gordon Richards Stakes               | Gr. 3       | 2 000 m     | Ray Cochrane    | 3e / 11     | 1 ½         | Dear Doctor           |
| 16 mai       | Curragh      | Irlande     | Tattersalls Gold Cup                 | Gr. 2       | 2 000 m     | Steve Cauthen   | 1er / 7     | cte tête    | Zoman                 |
| 26 mai       | Sandown      | Irlande     | Brigadier Gerard Stakes              | Gr. 3       | 2 000 m     | Steve Cauthen   | 1er / 3     | 1           | Wiorno                |
| 16 juin      | Ascot        | Royaume-Uni | Prince of Wales's Stakes             | Gr. 2       | 2 000 m     | Steve Cauthen   | 6e / 11     | 6           | Perpendicular         |
| 4 juillet    | Sandown      | Royaume-Uni | Eclipse Stakes                       | Gr. 1       | 2 000 m     | Steve Cauthen   | 2e / 12     | 1 ½         | Kooyonga              |
| 25 juillet   | Ascot        | Royaume-Uni | King George & Queen Elizabeth Stakes | Gr. 1       | 2 400 m     | Steve Cauthen   | 3e / 8      | 6 ½         | St. Jovite            |
| 24 septembre | Ascot        | Royaume-Uni | Cumberland Lodge Stakes              | Gr. 3       | 3 200 m     | Steve Cauthen   | 1er / 15    | 1 ½         | Red Bishop            |
| 1993, 5 ans  |              |             |                                      |             |             |                 |             |             |                       |
| 2 mai        | Longchamp    | France      | Prix Ganay                           | Gr. 1       | 2 100 m     | Michael Roberts | 2e / 8      | cte enc.    | Vert Amande           |
| 3 juin       | Epsom        | Royaume-Uni | Coronation Cup                       | Gr. 1       | 2 400 m     | Michael Roberts | 1er / 8     | tête        | Environment Friend    |
| 3 juillet    | Sandown      | Royaume-Uni | Eclipse Stakes                       | Gr. 1       | 2 000 m     | Michael Kinane  | 1er / 8     | cte tête    | Misil                 |
| 24 juillet   | Ascot        | Royaume-Uni | King George & Queen Elizabeth Stakes | Gr. 1       | 2 400 m     | Michael Roberts | 1er / 10    | 1 ½         | White Muzzle          |
| 11 septembre | Leopardstown | Irlande     | Irish Champion Stakes                | Gr. 1       | 2 000 m     | Michael Roberts | 2e / 10     | 1/2         | Muhtarram             |
| 3 octobre    | Longchamp    | France      | Prix de l'Arc de Triomphe            | Gr. 1       | 2 400 m     | Michael Roberts | 3e / 23     | 3/4         | Urban Sea             |
| 6 novembre   | Santa Anita  | États-Unis  | Breeders' Cup Turf                   | Gr. 1       | 2 400 m     | Michael Roberts | 6e / 14     | 5           | Kotashaan             |

## Au haras
Acquis par la Japan Bloodhorse Breeders' Association, l'organisme public d'élevage japonais, Opera House prend ses quartiers d'étalon au haras de Shizunai, sur l'île de Hokkaidō. Il y fait la monte jusqu'en 2013, date à laquelle il est mis à la retraite. Son bilan de reproducteur est mitigé, néanmoins il peut s’enorgueillir d'être l'auteur du grand champion T M Opera O, cheval de l'année 2000 au Japon, membre du Hall of Fame des courses japonaises, et un temps le cheval le plus riche de l'histoire. Il a également donné un autre champion, Meisho Samson, meilleur 3 ans japonais en 2006, lauréat du Derby et auteur du doublé Tenno Sho de printemps et d'automne. 
Opera House est mort en 2016.

## Origines
Kayf Tara est né dans la pourpre. Il est l'un des multiples champions engendrés par l'illustre Sadler's Wells, l'un des reproducteurs les plus influents de son temps. 
Sa mère, Colorspin, a été élevée en France par Meon Valley Stud, dont elle deviendra un pilier. Elle a compté parmi les meilleures pouliches de sa génération : quatrième des Oaks, elle a trouvé la consécration classique dans les Irish Oaks, qu'elle remporta facilement. Décevante par la suite, elle quitta la compétition à la fin de son année de 3 ans pour devenir une fabuleuse poulinière, mère de seize produits entre 1988 et 2008, dont trois lauréats de groupe 1 : 
- Opera House
- Kayf Tara (1994, Sadler's Wells) : Ascot Gold Cup (x2), Irish St Leger (x2), Goodwood Cup (1999). Stayer de l'année en Europe (1998, 1999, 2000)
- Spinning the Yarn (1996, Barathea). Mère de : 
  - Necklace (Moyglare Stud Stakes).
- Zee Zee Top (1999, Zafonic). : Middleton Stakes, Prix de l'Opéra. Mère de : 
  - Izzi Top (Pivotal) : Pretty Polly Stakes, Prix Jean Romanet, Middleton Stakes (Gr.2), 2e Prix de l'Opéra, 3e Oaks.
  - Jazzi Top (Danehill Dancer) : Prix de la Nonette, 2e Prix de l'Opéra.
  - Emaraaty (Dubawi) : Bernard Baruch Handicap (Gr.3)
- Galaxy Highflyer (2004, Galileo). Mère de : 
  - Oklahoma City (Oasis Dream) : 2e Beresford Stakes (Gr.2), Anglesey Stakes (Gr.3), Autumn Stakes (Gr.3).

Colorpsin est une sœur du solide Cezanne (par Adjal), vainqueur des Irish Champion Stakes, et de la classique Bella Colora (Bellypha), lauréate du Prix de l'Opéra et troisième des 1000 Guinées.

### Pedigree
| Origines de Opera House (GB), mâle bai née en 1988 | Origines de Opera House (GB), mâle bai née en 1988 | Origines de Opera House (GB), mâle bai née en 1988 | Origines de Opera House (GB), mâle bai née en 1988 |
| -------------------------------------------------- | -------------------------------------------------- | -------------------------------------------------- | -------------------------------------------------- |
| Père Sadler's Wells                                | Northern Dancer                                    | Nearco                                             | Nearco                                             |
| Père Sadler's Wells                                | Northern Dancer                                    | Nearco                                             | Lady Angela                                        |
| Père Sadler's Wells                                | Northern Dancer                                    | Natalma                                            | Native Dancer                                      |
| Père Sadler's Wells                                | Northern Dancer                                    | Natalma                                            | Almahmoud                                          |
| Père Sadler's Wells                                | Fairy Bridge                                       | Bold Reason                                        | Hail To Reason                                     |
| Père Sadler's Wells                                | Fairy Bridge                                       | Bold Reason                                        | Lalun                                              |
| Père Sadler's Wells                                | Fairy Bridge                                       | Special                                            | Forli                                              |
| Père Sadler's Wells                                | Fairy Bridge                                       | Special                                            | Thong                                              |
| Mère Colorspin                                     | High Top                                           | Derring-Do                                         | Darius                                             |
| Mère Colorspin                                     | High Top                                           | Derring-Do                                         | Sipsey Bridge                                      |
| Mère Colorspin                                     | High Top                                           | Camenae                                            | Vimy                                               |
| Mère Colorspin                                     | High Top                                           | Camenae                                            | Madrilene                                          |
| Mère Colorspin                                     | Reprocolor                                         | Jimmy Reppin                                       | Midsummer Night                                    |
| Mère Colorspin                                     | Reprocolor                                         | Jimmy Reppin                                       | Sweet Molly                                        |
| Mère Colorspin                                     | Reprocolor                                         | Blue Queen                                         | Majority Blue                                      |
| Mère Colorspin                                     | Reprocolor                                         | Blue Queen                                         | Hill Queen (famille 13-e)                          |